# Giro del Lussemburgo 1991
Il Giro del Lussemburgo 1991, cinquantacinquesima edizione della corsa, si svolse dal 12 al 16 giugno su un percorso di 756 km ripartiti in 6 tappe, con partenza a Lussemburgo e arrivo a Diekirch. Fu vinto dall'olandese Gert-Jan Theunisse della TVM-Sanyo davanti ai suoi connazionali Frans Maassen e Adrie van der Poel.

## Tappe
| Tappa  | Data      | Percorso                                      | km  | Vincitore di tappa      | Leader cl. generale |
| ------ | --------- | --------------------------------------------- | --- | ----------------------- | ------------------- |
| 1ª     | 12 giugno | Lussemburgo > Dippach                         | 183 | Gert-Jan Theunisse      | Gert-Jan Theunisse  |
| 2ª     | 13 giugno | Bettembourg > Bettembourg                     | 136 | Guido Bontempi          | Gert-Jan Theunisse  |
| 3ª     | 14 giugno | Foetz > Foetz                                 | 78  | Benjamin Van Itterbeeck | Gert-Jan Theunisse  |
| 4ª     | 14 giugno | Lussemburgo > Lussemburgo (cron. individuale) | 1   | Wilfried Nelissen       | Gert-Jan Theunisse  |
| 5ª     | 15 giugno | Rosport > Bertrange                           | 184 | Eddy Schurer            | Gert-Jan Theunisse  |
| 6ª     | 16 giugno | Diekirch > Diekirch                           | 174 | Eric Vanderaerden       | Gert-Jan Theunisse  |
| Totale | Totale    | Totale                                        | 756 |                         |                     |

## Dettagli delle tappe

### 1ª tappa
- 12 giugno: Lussemburgo > Dippach – 183 km

| Pos. | Corridore          | Squadra   | Tempo    |
| ---- | ------------------ | --------- | -------- |
| 1    | Gert-Jan Theunisse | TVM-Sanyo | 4h48'04" |
| 2    | Frans Maassen      | Buckler   | s.t.     |
| 3    | Bernd Gröne        | Telekom   | a 1'18"  |

| Pos. | Corridore          | Squadra   | Tempo |
| ---- | ------------------ | --------- | ----- |
| 1    | Gert-Jan Theunisse | TVM-Sanyo |       |

### 2ª tappa
- 13 giugno: Bettembourg > Bettembourg – 136 km

| Pos. | Corridore      | Squadra  | Tempo    |
| ---- | -------------- | -------- | -------- |
| 1    | Guido Bontempi | Carrera  | 3h10'59" |
| 2    | Peter Pieters  | Tulip    | s.t.     |
| 3    | Carlo Bomans   | Weinmann | a 1'10"  |

| Pos. | Corridore          | Squadra   | Tempo |
| ---- | ------------------ | --------- | ----- |
| 1    | Gert-Jan Theunisse | TVM-Sanyo |       |

### 3ª tappa
- 14 giugno: Foetz > Foetz – 78 km

| Pos. | Corridore               | Squadra      | Tempo    |
| ---- | ----------------------- | ------------ | -------- |
| 1    | Benjamin Van Itterbeeck | Histor-Sigma | 1h52'33" |
| 2    | Adrie van der Poel      | Tulip        | a 57"    |
| 3    | Wilfried Nelissen       | Weinmann     | s.t.     |

| Pos. | Corridore          | Squadra   | Tempo |
| ---- | ------------------ | --------- | ----- |
| 1    | Gert-Jan Theunisse | TVM-Sanyo |       |

### 4ª tappa
- 14 giugno: Lussemburgo > Lussemburgo (cron. individuale) – 1 km

| Pos. | Corridore               | Squadra       | Tempo |
| ---- | ----------------------- | ------------- | ----- |
| 1    | Wilfried Nelissen       | Weinmann      | 1'46" |
| 2    | Paulo de Oliveira Pinto | Sicasal-Acral | a 6"  |
| 3    | Frans Maassen           | Buckler       | s.t.  |

| Pos. | Corridore          | Squadra   | Tempo |
| ---- | ------------------ | --------- | ----- |
| 1    | Gert-Jan Theunisse | TVM-Sanyo |       |

### 5ª tappa
- 15 giugno: Rosport > Bertrange – 184 km

| Pos. | Corridore         | Squadra   | Tempo    |
| ---- | ----------------- | --------- | -------- |
| 1    | Eddy Schurer      | TVM-Sanyo | 4h53'51" |
| 2    | Allan Peiper      | Tulip     | a 1"     |
| 3    | Eric Vanderaerden | Buckler   | a 40"    |

| Pos. | Corridore          | Squadra   | Tempo |
| ---- | ------------------ | --------- | ----- |
| 1    | Gert-Jan Theunisse | TVM-Sanyo |       |

### 6ª tappa
- 16 giugno: Diekirch > Diekirch – 174 km

| Pos. | Corridore          | Squadra      | Tempo    |
| ---- | ------------------ | ------------ | -------- |
| 1    | Eric Vanderaerden  | Buckler      | 4h45'36" |
| 2    | Johan Verstrepen   | Histor-Sigma | s.t.     |
| 3    | Adrie van der Poel | Tulip        | s.t.     |

| Pos. | Corridore          | Squadra   | Tempo     |
| ---- | ------------------ | --------- | --------- |
| 1    | Gert-Jan Theunisse | TVM-Sanyo | 19h36'06" |
| 2    | Frans Maassen      | Buckler   | a 4"      |
| 3    | Adrie van der Poel | Tulip     | a 1'30"   |

## Classifiche finali

### Classifica generale
| Pos. | Corridore                       | Squadra              | Tempo     |
| ---- | ------------------------------- | -------------------- | --------- |
| 1    | Gert-Jan Theunisse              | TVM-Sanyo            | 19h36'06" |
| 2    | Frans Maassen                   | Buckler              | a 4"      |
| 3    | Adrie van der Poel              | Tulip                | a 1'30"   |
| 4    | Søren Lilholt                   | Histor-Sigma         | a 1'36"   |
| 5    | Kurt Onclin                     | Tulip                | s.t.      |
| 6    | Carlo Bomans                    | Weinmann-Eddy Merckx | s.t.      |
| 7    | Jesper Skibby                   | TVM-Sanyo            | a 1'42"   |
| 8    | Marc Wauters                    | Lotto-Superclub      | s.t.      |
| 9    | Cassio Freitas                  | Sicasal-Acral        | a 1'53"   |
| 10   | Fernando Manuel Mota dos Santos | Sicasal-Acral        | a 1'54"   |